# Jeunes Mères
Pour plus de détails, voir Fiche technique et Distribution.
Jeunes Mères est un film dramatique belge écrit, réalisé et produit par Jean-Pierre et Luc Dardenne et sorti en 2025.
Le film est présenté en avant-première mondiale en compétition officielle du festival de Cannes 2025. Il y remporte le Prix du scénario, le prix du Cinéma positif et le prix Ecoprod.

## Synopsis
Cinq jeunes mères, Jessica, Perla, Julie, Naïma et Ariane et leurs enfants sont hébergés dans un centre pour jeunes mères.

## Fiche technique
Sauf indication contraire, les informations mentionnées dans cette section peuvent être confirmées par la base de données cinématographiques IMDb,  présente dans la section « Liens externes ».
- Titre original : Jeunes Mères
- Réalisation : Jean-Pierre et Luc Dardenne
- Scénario : Jean-Pierre et Luc Dardenne
- Décors : Igor Gabriel
- Costumes : Dorothée Guiraud
- Photographie : Benoit Dervaux
- Son : Jean-Pierre Duret
- Montage : Marie-Hélène Dozo
- Production : Jean-Pierre et Luc Dardenne, Delphine Tomson et Denis Freyd
- Sociétés de production : Les Films du Fleuve, Archipel 35, The Reunion, France 2 Cinéma
- Sociétés de distribution :
  - Belgique : Cinéart
  - France : Diaphana [4]
- Pays de production :  Belgique,  France
- Langue originale : français
- Format : couleur, 1,85:1
- Genre : drame
- Durée : 105 minutes
- Dates de sortie[5] : 
  - France : 23 mai 2025 (festival de Cannes et sortie nationale)
  - Belgique : 4 juin 2025

## Distribution
- Elsa Houben : Julie
- Lucie Laruelle : Perla
- Babette Verbeek : Jessica
- Janaina Halloy : Ariane
- Samia Hilmi : Naïma
- India Hair : Morgane, mère de Jessica
- Christelle Cornil : Nathalie, mère d'Ariane
- Joely Mbundu : Angèle, soeur de Perla
- Claire Bodson : Isabelle, la psychologue
- Selma Alaoui : Betty, la Directrice

## Production
Le film est produit par les frères Dardenne aux côtés de Delphine Tomson pour Les Films du Fleuve, en coproduction avec Archipel 35 et The Reunion. Il a reçu un financement du fonds d'investissement régional wallon Wallimage. Le casting comprend India Hair. En mars 2025, le titre du film a été annoncé comme étant Jeunes Mères,.
Le tournage a lieu à Banneux, en Wallonie, en août 2024.
Avec l'accord des réalisateurs et de Thierry Frémaux, le film est présenté le dernier jour de la compétition officielle du Festival de Cannes 2025 comme Rosetta en 1999, en hommage à Émilie Dequenne disparue en mars 2025.

## Sortie

### Accueil critique
En France, le site Allociné donne une moyenne de 3,8⁄5, d'après l'interprétation de 30 critiques de presse.

## Distinctions
- Festival de Cannes 2025 : 
  - Prix du scénario
  - Prix du jury œcuménique
  - Prix du Cinéma positif
- « Jeunes Mères » ((en) récompenses), sur l'Internet Movie Database (consulté le 11 avril 2025)